# حبيل المعصرة (ردفان)

تعديل مصدري - تعديل

حبيل المعصرة هي إحدى قرى عزلة الحبيلين بمديرية ردفان التابعة لمحافظة لحج، بلغ تعداد سكانها 123 نسمة حسب تعداد اليمن لعام 2004.